# Route régionale 38 (Tunisie)
Pour les articles homonymes, voir Route 38.
La route régionale 38 ou RR38 est un axe routier secondaire de Tunisie qui relie Den Den à Bejaoua.